# Momification en Égypte antique
Pour les articles homonymes, voir Momification.

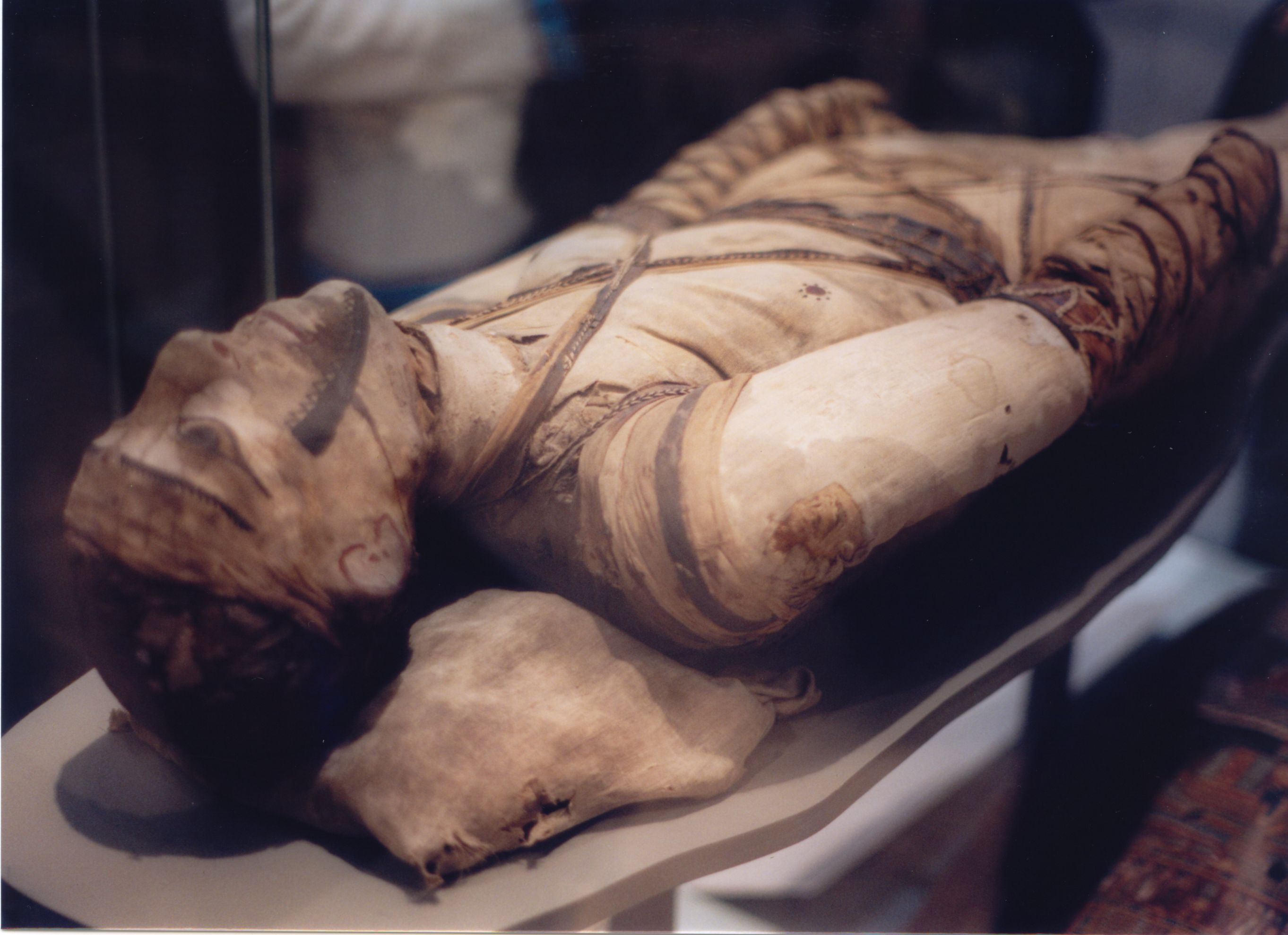
Momie au British Museum.

La momification dans l'Égypte antique s'inscrivait dans un rituel funéraire. En Égypte antique, la conservation du corps était un symbole très important. La destruction de celui-ci représentait un risque très grave. Les Égyptiens croyaient en l'immortalité. La mort, chez les Égyptiens, représentait la séparation entre le support matériel et les éléments immatériels : le ba qui correspond à la personnalité, l'ânkh qui représente le souffle vital et le ka l'énergie vitale. Il fallait donc que le ba et le ka, au réveil de sa nouvelle vie, puissent réintégrer le corps, préalablement conservé. « La momification avait comme but principal de purifier et de rendre divin le corps pour que celui-ci devienne un Osiris ». 
C'est pourquoi, dès que le décès avait lieu, le corps était remis aux embaumeurs au milieu des pleureuses professionnelles, puis était transporté à l'ouest de la ville, dans un endroit élevé, pour que les crues du Nil ne puissent pas l'atteindre. Au sens propre du terme, la momification consiste en l'action de momifier toute dépouille humaine ou animale, c'est-à-dire conserver un cadavre, de l’embaumer, au moyen de matières balsamiques. Au sens plus large, la momification est une technique de préservation des corps et une liturgie réalisées avec le concours de prêtres de momification et de prêtres lecteurs.
L'Égypte antique a également pratiqué la momification d'animaux, le plus souvent domestiques (chats) mais parfois sauvages. Ces derniers, comme les lions, crocodiles ou hérons, avaient une signification religieuse puisqu'ils étaient associés à des dieux. Les taureaux momifiés étaient l'incarnation même du dieu Apis.

## L'origine de la momification
La momification s'est pratiquée dans plus d'une région du monde, mais le berceau de celle-ci se trouve en Égypte où la momification atteint son apogée, tant au niveau de la perfection des techniques que dans son art.
La technique d’embaumement égyptienne vient probablement du dérivé d’un procédé de conservation des viandes dans la saumure (le « taricheute » désigne d'ailleurs aussi bien l'embaumeur que le spécialiste de la salaison). La momification pourrait correspondre à un besoin d'ordre religieux, car les Égyptiens croyaient à l'immortalité de l'âme, et cette technique permettait de l'atteindre. Les origines de la momification sont difficiles à préciser : « certains modernes pensent que la généralisation de la momification eut comme point de départ les nombreuses inondations du Nil qui, en exhumant les cadavres, furent à l'origine d'épidémies meurtrières ». Cependant, cette affirmation demeure une simple hypothèse et n'explique pas pourquoi des fœtus, des animaux (animaux de compagnie, animaux sacrés) ou des aliments (oie rôtie, pain, œufs, graines, etc.) furent momifiés. 
À l'époque prédynastique, il y a environ six-mille ans, les corps étaient enterrés tout simplement à l'intérieur de fosses dans le désert. Le sable assurait une bonne conservation du corps par ses propriétés de dessiccation. Des momies partielles (mâchoires ou mains momifiées de femmes à Hiérakonpolis) ont été trouvées dès -3600.

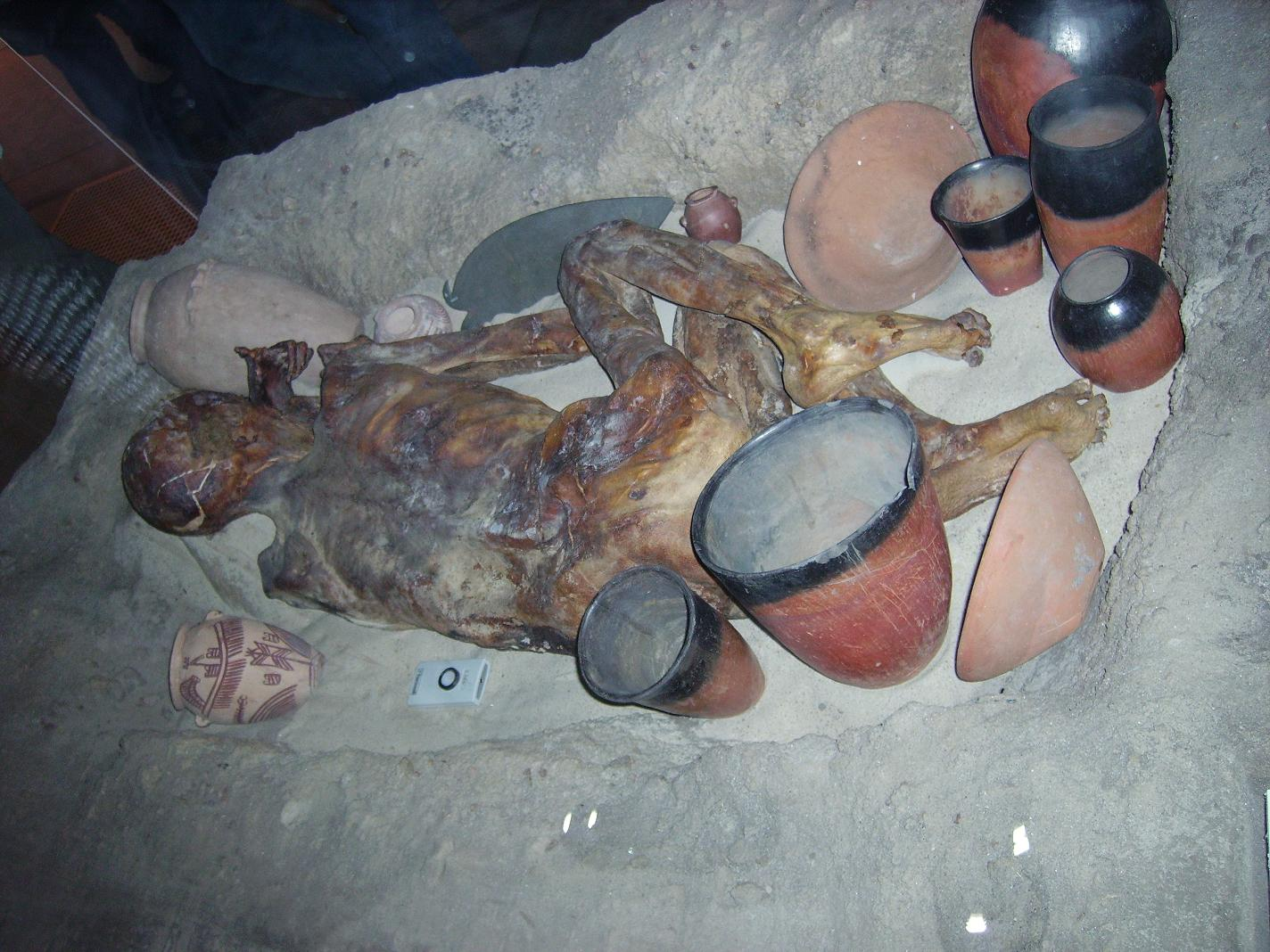
Momie naturelle à l'époque prédynastique, British Museum.

C'est lors de la IIIe dynastie que la momification commence à connaître un certain intérêt. Cet intérêt provient principalement de la légende d'Osiris :
« Osiris, connu aussi sous le nom de Ounophris, « l'être bon », était un souverain très éclairé. Un jour, il fut victime d'un complot orchestré par son propre frère Seth, incarnation du désordre. Lors d'un banquet donné en l'honneur des nombreuses victoires d'Osiris, Seth le captura et l'enferma dans un coffre à sa mesure qu'il jeta dans le Nil. Isis, sœur commune de Seth et d'Osiris, également femme de ce dernier, décida de partir à la recherche de son mari. Elle trouva le coffre en Phénicie et décida de le cacher pour que personne ne le retrouve. Seth, lors d'une partie de chasse, retrouva Osiris et découpa celui-ci en quatorze morceaux qu'il éparpilla à travers toute l'Égypte. Isis partit à la recherche des précieux fragments composant son mari. Elle les retrouva tous à l'exception du phallus qu'un poisson du Nil avait dévoré. Isis reconstitua le corps d'Osiris et l'apporta à son neveu Anubis pour qu'il le momifie. Puis la déesse magicienne (Isis), aidée de sa sœur Nephthys, de Thot, le vizir du défunt et d'Horus, son fils conçu par union avec le cadavre de son mari, redonna le souffle de la vie à Osiris à l'aide de formules magiques. Pour la première fois, les rites de l'embaumement qui rendent la vie éternelle ont été pratiqués. »
Grâce à l'embaumement et aux formules incantatoires, Osiris fut ressuscité. Osiris devint alors le dieu des morts et du recommencement de la vie, représenté comme une momie entourée de bandelettes. Anubis, lui, devint le patron des embaumeurs.
Malgré cet intérêt marqué, la momification n'est accessible qu’aux classes supérieures. Au cours de cette époque, les embaumeurs se spécialisent : les « paraschistes » procèdent à l'incision du corps, l'extraction des viscères, les « taricheutes » administrent les ingrédients et le salage au natron, les « coachytes », préposés à la garde et au culte des morts, procèdent aux libations et aux prières. C'est à cette époque que l'on retrouve surtout l'usage des vases funéraires ou canopes destinés à les recevoir. Les viscères momifiés, enveloppés de linge, sont déposés dans quatre vases canopiques décorés de la tête des quatre fils d'Horus, Amset (tête humaine), Hâpi (tête de babouin), Douamoutef (tête de chacal), Kébehsénouf (tête de faucon). Durant l'Ancien Empire, le rituel funéraire de la momification permet à l'âme du défunt d'entrer dans un cycle de renaissances et devenir notamment un akh. La momification, contrairement à l'opinion courante, n'est pas un gage pour accéder au royaume des morts, les couches basses de la population pensant avoir aussi accès à l'au-delà même si elles n'avaient pas les moyens de se faire momifier. En effet, durant la haute époque, on considère que seulement 2 à 3 % de la population se faisaient momifier. Cette pratique de la momification n’était donc pas un critère pour accéder au monde l’au-delà. Il fallait avant tout posséder une âme pure, juste et bonne pour en être digne. Dans les mythes, cela fait référence à la pesée du cœur lors du jugement d’Osiris.
Durant le Moyen Empire, l'embaumement est plus courant et devient plus minutieux. Cependant, les méthodes de conservation laissent à désirer.
La momification n'atteint vraiment son apogée que durant la période du Nouvel Empire. En effet, c'est au cours de cette époque qu'on « parvient à conserver au visage son expression, ce qui est une grande nouveauté, les momies antérieures n'offrant que des téguments noircis collés au squelette. ». Les momies qui sont réalisées au cours des XVIIIe et XIXe dynasties sont les plus belles que nous pouvons trouver en ce qui concerne leur expression, leur conservation ainsi que leur richesse. Les momies les plus célèbres datent de cette époque, la plus renommée étant celle de Ramsès II. Seules les momies de princes ou de rois sont considérées comme des œuvres d'art. Enfin, des techniques de momification plus simples se répandent à partir du premier millénaire avant notre ère et concernent désormais toutes les couches de la société, Hérodote décrivant trois catégories d'embaumement, de la plus soignée au « plus bas prix ».

## Les étapes de la momification
Dans un atelier disposant d'une table d'embaumement au plan incliné et d'une rigole centrale, les embaumeurs (les prêtres embaumeurs sont appelés outyou, « les poseurs de bandages ») lavent et préparent le corps afin de procéder aux diverses opérations de momification, dont la durée moyenne est de sept décades, soit soixante-dix jours. Le corps éviscéré est séché au soleil et enduit de plusieurs couches d'huiles végétales (résine de conifères, huiles et onguents) et animales (la cire d'abeille en raison de ses propriétés hydrophobes et antibactériennes jouant un rôle déterminant). Puis, commence la pose des bandelettes, non sans avoir disposé des amulettes sur le défunt. Ensuite, le corps est placé dans un réceptacle, le plus connu étant le sarcophage peint et gravé.
Certains organes, lavés avec du vin de palme et des épices grillées, sont gardés à l'intérieur de quatre canopes (vases) à l'image des quatre fils d'Horus. À l'intérieur du vase canope d'Amset, il y a l'estomac ainsi que le gros intestin. Dans celui de Hâpi, le petit intestin, puis à l'intérieur du vase de Douamoutef, les poumons. Le foie, la vésicule biliaire sont dans le vase canope de Kébehsénouf. D'après Dunand, et Lichtenberg, « Le cœur était en règle générale laissé à sa place, car il importait qu'il ne soit pas séparé du corps : il était censé être le siège des sentiments, de la conscience et de la vie ».
La famille et les pleureuses viennent ensuite chercher le corps et une procession conduite par les prêtres emmène le défunt jusqu'à sa dernière demeure. Là, le grand prêtre, selon un rituel bien défini, procède aux dernières incantations : il touche d'un geste sacré les sept ouvertures de la tête de la momie pour faire revivre les sens. Les offrandes sont disposées, et on scelle la tombe.
Bien sûr, si tout se passait ainsi lors de la mort de personnes aisées, c'était différent pour des gens moins fortunés. Mais cependant, une momification avait lieu, moins poussée, mais toujours présente, car tout Égyptien devait pouvoir atteindre une vie après la mort.
Lors de la mort d'un Égyptien, sa famille apportait le corps aux embaumeurs et négociait longuement les tarifs de la prestation.
« Lorsque le mort leur a été apporté, les embaumeurs montrent aux porteurs des modèles de cadavres en bois, imités par la peinture, et ils indiquent celui qu'ils disent le plus digne d'attention, qui fut celui du dieu dont je ne peux prononcer le nom ici. Ils font voir après celui-là le second, qui est d'un prix moindre ; et enfin le troisième le moins coûteux. »
— Hérodote, Histoires, II, 86
Les familles apportent en général elles-mêmes le lin, récupéré de vieux draps ou vêtements, pour faire les bandelettes indispensables à l'embaumement. 
L'embaumement le moins fréquent chez les Égyptiens de classe moyenne, mais de rigueur chez les personnages royaux est un « embaumement de première classe ». Il est composé principalement de six étapes.

### Le traitement du corps
Les embaumeurs purifient le corps nu du défunt avec de l'eau sacrée et une fumigation à la résine de térébinthe. Après incision le long du flanc ou au niveau de l'abdomen, ils lavent l'intérieur du corps à l'eau ou au vin de palme additionné d'une infusion d'épices et d'aromates. Ils le rasent, l'épilent entièrement (excepté la chevelure du pôle céphalique) à l'aide d'une solution antiseptique au henné, redonnant ainsi au cadavre l'aspect de la jeunesse perdue. Ils lui font également une manucure et une pédicure post mortem. 
Une fois le corps séché, ils le nettoient avec un linge imprégné d'une substance colorante (très probablement antiseptique) laissant une mince couche rougeâtre sur la peau. Les plus riches peuvent avoir une momie à la peau dorée à la feuille d'or. Sur certaines momies sont appliquées une peinture rouge et jaune. Au Nouvel Empire, le sexe des individus peut ainsi être déterminé par la couleur employée pour les peindre entièrement ou partiellement.

### L'excérébration
Cette étape n'existe pas durant l'Ancien Empire, le cerveau étant laissé dans la cavité crânienne où il se dessèche naturellement.
Elle consiste à extraire le cerveau en passant par les fosses nasales. Cette étape se fait grâce à un long crochet de fer chauffé à blanc. « À l'aide d'une tige de bronze enfoncée par la narine gauche, l'embaumeur effondrait la lame criblée de l'ethmoïde, c'est-à-dire l'os séparant les fosses nasales de l'étage antérieur du crâne, et procédait ainsi à l'extraction du cerveau ».
L'encéphale est alors réduit en bouillie, puis il s'écoule par l'orifice pratiqué. Dans certains cas, plus souvent pour des momifications moins poussées, on fend la boite crânienne, on extrait le cerveau qui est ensuite retenu par les bandelettes. Dans un deuxième temps, le natron (solution de soude naturelle trouvée dans les lacs salés composée de «  sel naturel, de carbonate de sodium contenant 17 % de bicarbonate de sodium, du sulfate et du chlorure de sodium») est coulé dans le crâne pour dissoudre les restes du cerveau, puis le crâne est vidé. Puis, on y coule un liquide fait de résines de conifères complétées de cire d'abeille et d'huiles végétales parfumées.

### L'éviscération
« Ensuite, avec une pierre éthiopienne aiguisée, il fendait le flanc, faisant sortir tous les organes de l'abdomen, dont le foie et les intestins, qu'il lavait avec du vin de palmier, le saupoudrait de parfums broyés et finalement le recousait après l'avoir rempli de myrrhe pure concassée, de cannelle et d'autres parfums, dont l'encens seul est exclu. »
— Hérodote, Histoires, II, 86-87
Plus précisément, l'incision sur le côté gauche du flanc (côté associé à la mort) permet de sortir les intestins et les divers organes : seul le cœur - siège de la pensée et des sentiments - et les reins restent ou sont remis en place après momification. Parfois, cependant, il est remplacé par un scarabée. Les viscères sont donc retirés, nettoyés puis placés en paquets qui sont alors, soit remis dans le corps, soit disposés dans quatre vases sacrés, les canopes.
Pour les gens moins fortunés, on pratique des injections anales, procédé plus sommaire :
« Pour ceux qui préfèrent l'embaumement moyen et veulent éviter de grandes dépenses, les embaumeurs font les préparatoires suivants. Après avoir rempli leurs seringues d'huile de cèdre, ils injectent cette huile dans l'abdomen du mort, sans l'ouvrir, ni en retirer les entrailles, et ils ont soin de retenir le liquide de telle sorte qu'il ne puisse s'échapper. Ensuite, ils plongent le corps dans du natron et l'y laissent le temps prescrit, puis ils font sortir des cavités l'huile de cèdre […] elle a assez de force pour tout emporter avec elle, intestins et viscères ; elle a tout liquéfié. Extérieurement le natron a desséché les chairs, il ne reste du mort que la peau et les os. Ces choses faites, ils le rendent en cet état. »
— Hérodote, Histoires, II, 88
Il existe même un embaumement encore plus sommaire à l'usage de la classe pauvre :
« Les embaumeurs font dans les intestins une injection de raifort et sèchent le corps dans le natron pendant les soixante-dix jours ; ensuite ils le rendent pour qu'on l'emporte. »
— Hérodote, Histoires, II, 89

### La déshydratation
Le corps est alors recouvert par du natron à l'état solide. Les embaumeurs placent à l'intérieur du tronc des linges contenant du natron et des substances aromatiques. Ce mélange de carbonate et de bicarbonate de soude possède des propriétés hygroscopiques et attire l'humidité des tissus. Il permet aussi de saponifier les graisses.
Le processus de dessiccation est alors favorisé par le climat très sec de l'Égypte. Le corps est ainsi exposé au soleil. Ce traitement dure environ soixante-dix jours selon Hérodote qui confond plutôt la durée totale de la confection de la momie, le bandelettage en occupant probablement la partie la plus longue. Après dessiccation des tissus, les embaumeurs lavent le corps, les graisses étant éliminées à cette occasion, ce qui fait perdre deux tiers du poids au corps. La peau a alors l'aspect d'un cuir tanné.

### Le remodelage du corps
Différentes techniques sont employées pour remodeler le corps qui a été aplati par l'étape précédente : rembourrage du thorax et de l'abdomen à l'aide de matériel divers (tampons de linge — de qualité ou de réemploi — imprégné de résine, sciure de bois, cailloux, terre, sable, graisse, poteries ou même un lichen aromatique comme le montrent les momies des pharaons Siptah et Ramsès IV) ; incisions cutanées sur certains autres sites anatomiques du corps et bourrage de sable, de boue (limon du Nil), de sciure ou de résine fondue ; obturation des orifices naturels par de la cire d'abeille ou du lin trempé dans de la résine fondue ; massage avec huiles et onguents (baumes) pour rendre au corps une certaine souplesse ; badigeonnage de la peau à l'aide d'une résine noire qui sert de répulsif aux insectes nécrophages.
Les yeux étant desséchés et rétractés par l'action de natron, l'énucléation est souvent pratiquée et les yeux remplacés par un tissu de bourrage (momie de Ramsès III), des prothèses oculaires en pierre de couleur blanche et noire, parfois des pierres précieuses ou des oignons peints insérés sous la paupière (momie de Ramsès V).
Les étuis pour les doigts et les orteils, des pièces de joaillerie en or utilisées pour protéger les doigts pendant l'enterrement étaient censés protéger le défunt contre les dangers magiques et physiques, tels que les dommages pouvant survenir au cours du processus de momification. En outre, ils étaient parfois utilisés pour remplacer les doigts manquants du défunt, car on croyait qu'un corps complet était nécessaire pour un passage réussi dans l'au-delà.

### Le bandelettage

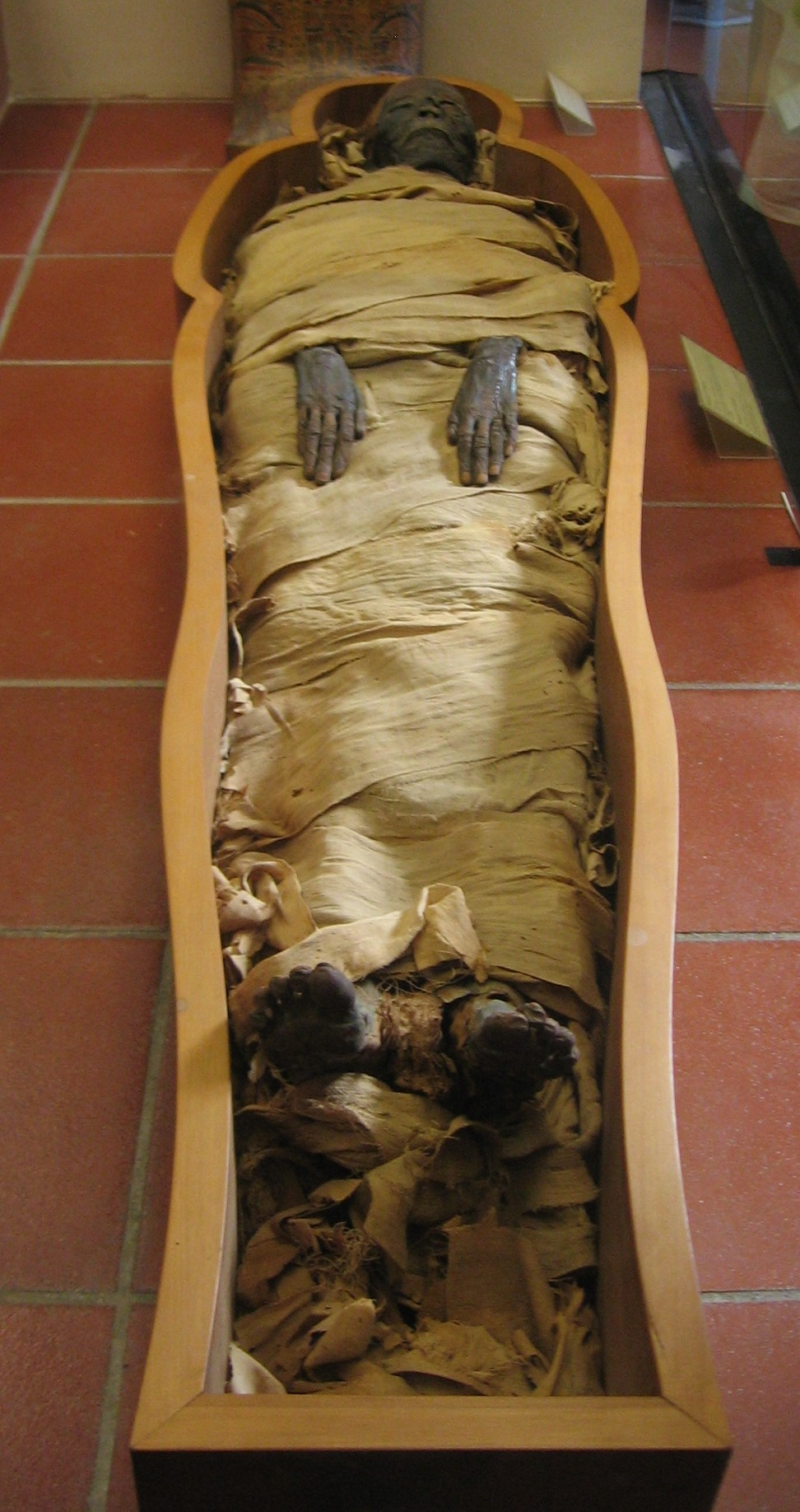
Les momies sont l'objet d'un positionnement des membres caractéristique au cours du bandelettage.

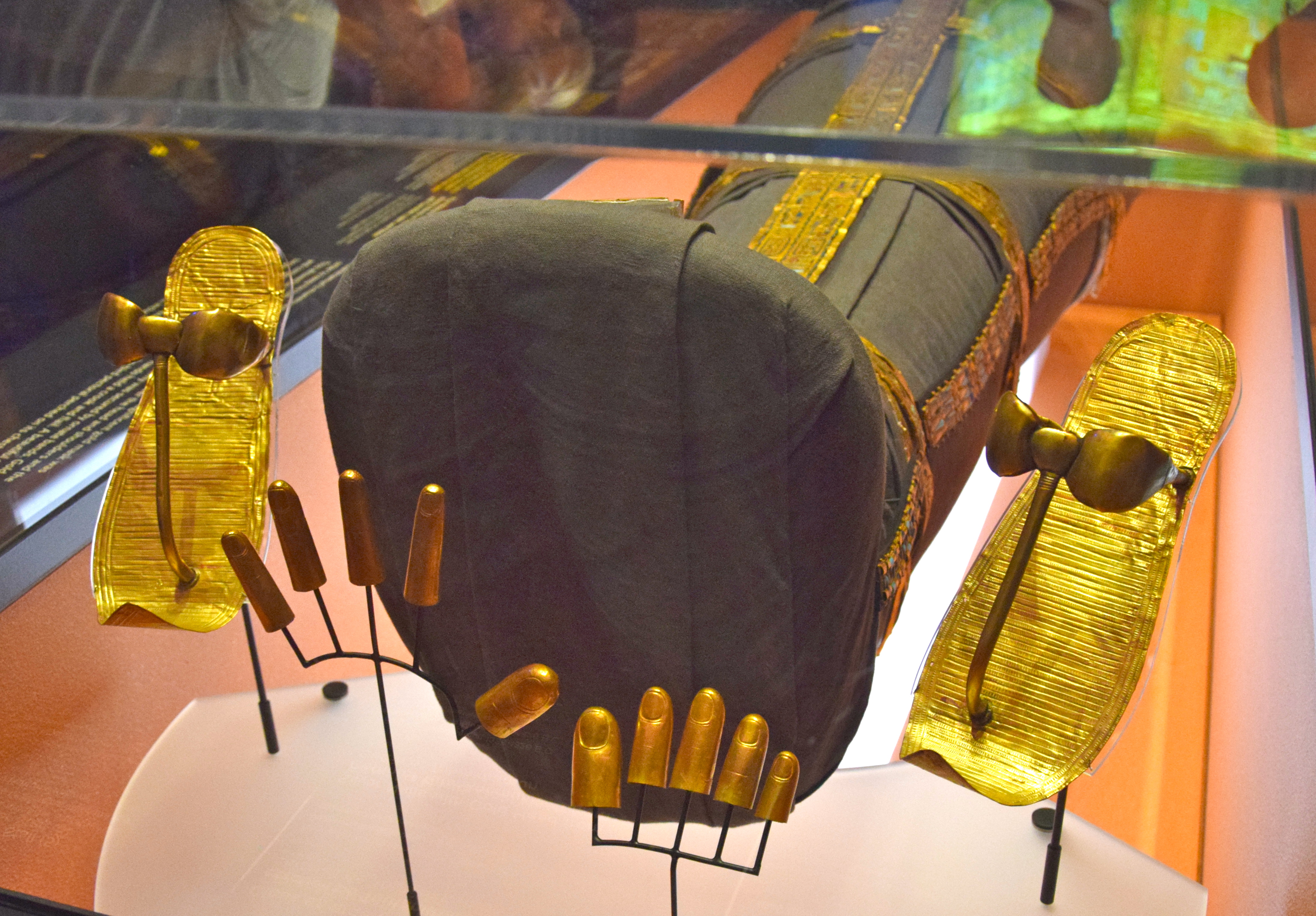
La parure funéraire (ornements et bijoux à caractère protecteur) complète le bandelettage. Des capuchons en or peuvent protéger les extrémités des momies des personnages les plus importants. Les doigtiers et fourreaux à orteils matérialisent l'imputrescibilité de leur corps. Les sandales permettent leur cheminement dans le monde des morts.

Cette opération réalisée, vise à préserver les chairs et empêcher la déstructuration du corps. Elle commence par la mise en place d'amulettes entourées de papyrus sur le corps du défunt. Parfois, les amulettes sont toutes cousues à une résille de perles de faïences bleues posée sur la momie. 
Certaines momies ont un linceul mais pas de bandelettes, d'autres ont des bandelettes mais pas de linceul.
La pose des bandelettes généralement en lin commence par les extrémités pour remonter vers la racine des membres. Le corps est emmailloté dans son intégralité avec souvent sept enveloppes d'étoffes successives. On entoure alors la momie d'un suaire et, après une ultime personnalisation (portrait stylisé sur linceul, masque funéraire, portrait sur planche), on la place dans un réceptacle (sarcophages, cercueils, nattes, armoires à momies, voire des jarres, boîtes ou paniers). Une étiquette en bois inscrite attachée à la momie, à l'époque romaine, sert à identifier le corps parmi les dizaines entassés lors des inhumations collectives ou à éviter que des fausses momies soient rendues aux familles.
On peut donc voir en suivant ce long procédé qu'il demande un grand savoir-faire et une grande application de ses techniciens, les embaumeurs.
À partir du premier millénaire avant notre ère, la généralisation de la momification s'accompagne d'une régression des soins prophylactiques (éviscération incomplète, déshydratation incomplète, rembourrage grossier) et paradoxalement d'une augmentation des soins externes (emmaillotement, bandelettage).

## Utilisations postérieures des momies égyptiennes

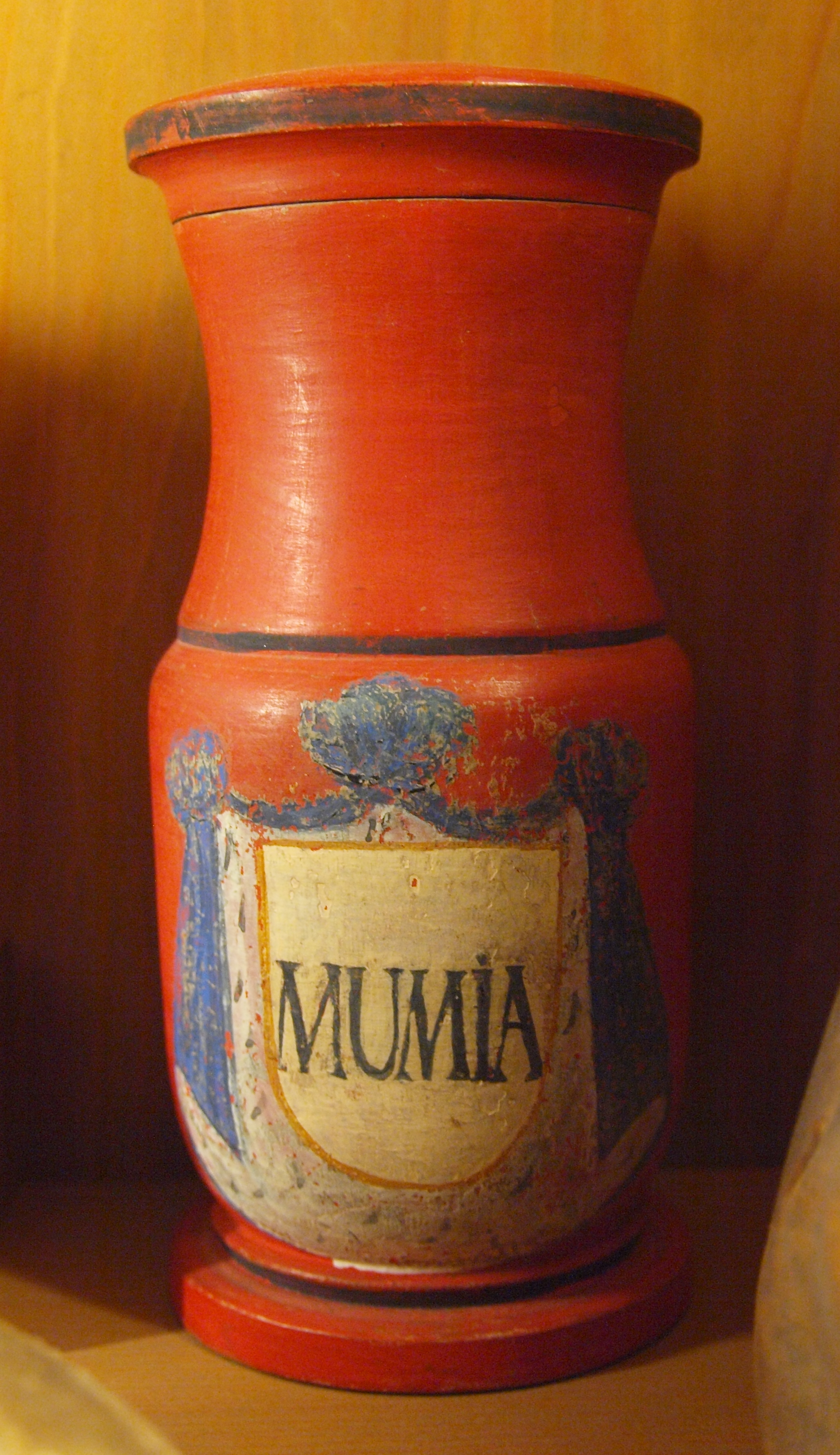
Vase d'apothicaire du XVIIIe siècle avec l'inscription la.

Examen d'une momie, par Paul Philippoteaux en 1891. Le docteur Fouquet examine la momie démaillotée d’une prêtresse d’Amon, retrouvée à Deir el-Bahari. Gaston Maspero, des membres de la Mission archéologique française au Caire, ainsi que quelques dames et le marquis de Reverseaux assis au pied de la civière, assistent à cette séance.

La médecine arabe use couramment de la mummia (en) perse (substances balsamiques) ou égyptienne (poudre issue de la réduction des momies égyptiennes) qui était supposée avoir le don de guérir contre de nombreuses maladies (céphalées, nausée, paralysie, maux de gorge, fractures, tuberculose, etc.) et être un bon engrais. Cette médecine est introduite en Europe lors du retour des croisades. Cette poudre devient si prisée (davantage la mummia bianca provenant de cadavres de fillettes mortes vierges, que la mummia nera  issue de momies enduites de bitume) que se développe au XVe siècle un commerce des momies égyptiennes mais aussi des escroqueries, notamment leur substitution par des corps volés sur les gibets. Se développent aussi le baume de momie, la liqueur de momie aux supposées vertus curatrices. Au XVIe siècle, le brun momie est utilisé en alchimie, comme teinture et comme pigment pour les peintures à l'huile. Cette pratique favorise le pillage de tombes à l'origine de ravages dans les nécropoles au XVe et XVIe siècles. Au XVIIIe siècle, bien que les Égyptiens entretiennent la légende de la malédiction des momies dans l’intention que la peur limite leur contrebande, elles sont régulièrement rapportées en Europe où des séances publiques de démaillotement de momies (les mummy unwrapping parties) se déroulent dans les cabinets de curiosités. Ces séances ont plus souvent un but commercial que scientifique, et deviennent très prisées en Angleterre le siècle suivant, notamment sous l'impulsion du médecin Thomas Pettigrew qui achète dans ce but, lors de ventes aux enchères dans son pays, des momies achetées par des touristes à des vendeurs de rue en Égypte. Jusqu'au XIXe siècle, des milliers de momies humaines et animales sont importés d'Égypte pour servir de papier d'emballage, de bois de chauffage, de combustible pour les machines à vapeur, d'engrais fertilisants, ou pour ces mummy parties. En 1888, à Tell Basta, les momies de 300 000 chats sont découvertes dans une nécropole égyptienne ; réduites en poudre en l'absence d’un archéologue compétent, dix-neuf tonnes sont expédiées à Liverpool pour servir d'engrais à des agriculteurs,. Ce trafic se poursuit au XXe siècle mais décline à la suite des lois prises par les autorités ottomanes pour empêcher l'exportation des momies.

## Sources

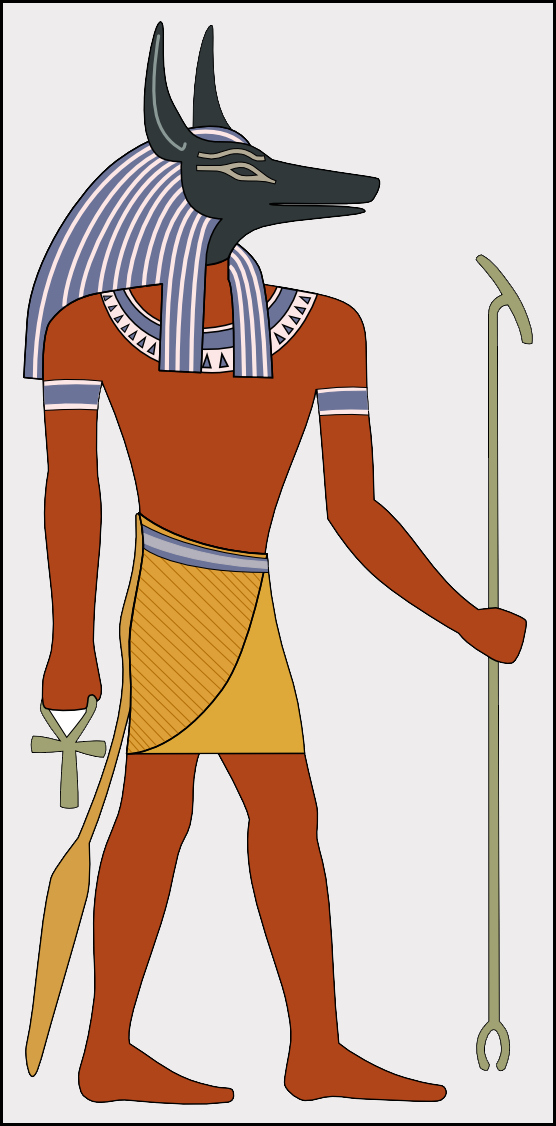
Anubis.

Pour comprendre les techniques de momification, on a pensé jadis s'inspirer de certaines peintures murales. En fait, ces peintures ne représentaient que la fabrication de sarcophages. Deux scènes sont sorties du lot. Elles ont été trouvées sur le sarcophage de Murtirdiès au IIe siècle/Ier siècle. On peut y voir un corps nu, noir, allongé devant des prêtres et un personnage portant un masque d'Anubis, dieu patron des embaumeurs, puis, debout sur lequel deux prêtres déversent des libations.
On a également retrouvé des récits contenant des allusions à la momification sur des papyrus, comme celui d'une lettre que le pharaon adresse à Sinouhé :
« Le soir, lui explique le pharaon, tu seras oint avec de l'huile de pin et enveloppé de bandelettes confectionnées par Taït, la déesse du tissage. »
Malheureusement, ces documents se contentent d'évoquer brièvement l'embaumement et n'en donnent pas une explication technique précise. Ce ne sont en aucun cas des manuels pouvant rendre compte d'un savoir-faire. Il devait être simplement transmis de père en fils, ou de maître à apprenti.
Le seul véritable document écrit concernant les différentes étapes de la momification est la vision qu'en a eue Hérodote lors d'un de ses voyages en Égypte au Ve siècle avant notre ère. Ses écrits ont permis de mieux connaître cette technique, et ont été étoffés et corrigés par les découvertes actuelles faites grâce aux outils comme la radiographie.
En 2009, Alan Billis, un chauffeur de taxi britannique de 61 ans atteint d'un cancer avancé des poumons et se surnommant lui-même Toutan-Alan (en référence au pharaon Toutânkhamon), s'est porté volontaire pour une expérience scientifique de momification menée par le médecin légiste Peter Vanezis. En faisant don de son corps à la science, il devient le premier homme depuis 3000 ans à être momifié comme un pharaon : tous les organes du corps, sauf le cœur et le cerveau (l'imagerie cérébrale aux rayons X a en effet mis en évidence que de nombreuses momies égyptiennes n'étaient pas excérébrées) ont été retirés, puis la dépouille plongée pendant un mois dans un bain de sels spéciaux, séchée dans une salle spéciale et enfin entourée de bandelettes.